# Acupalpus pauperculus
Acupalpus pauperculus är en skalbaggsart som beskrevs av Pierre François Marie Auguste Dejean. Acupalpus pauperculus ingår i släktet Acupalpus och familjen jordlöpare. Inga underarter finns listade i Catalogue of Life.